# Петрон Каматир
Петрон Каматир (на гръцки: на старогръцки: Πετρωνᾶς Καματηρός) е византийски сановник и администратор при император Теофил (829 – 842). Петроний е първият представител на видната фамилия на Каматирите, засвидетелстван в историческите извори. Около 833 г. или 839 г. Петрон заема длъжността спатарокандидат и е изпратен от император Теофил да съблюдава изграждането на крепостта Саркел – укрепен град по долното течение на река Дон, който трябвало да служи за столица на хазарите – по това време съюзници на ромеите. Всъщност градът трябвало да защитава степите от номадските нашествия, а по този начин да осигури и защита на северните граници на империята. След завръщането си Петрон изготвя доклад до императора, на когото препоръчва да обърне повече внимание на Херсон и тамошните градове, където контролът на ромеите бил доста отхлабен, тъй като администрирането на града било в ръцете на местни хора, на които не можело да се има голямо доверие. В отговор Теофил издига Петрон в длъжност протоспатарий и го назначава за стратег на Херсон, който е обособен в самостоятелна тема през 841 г. Вероятно Петрон е изпълнявал и длъжността логотет на геникона (логотет на държавното съкровище), за което свидетелства негов печат, намерен в Херсон.